# Vidalba

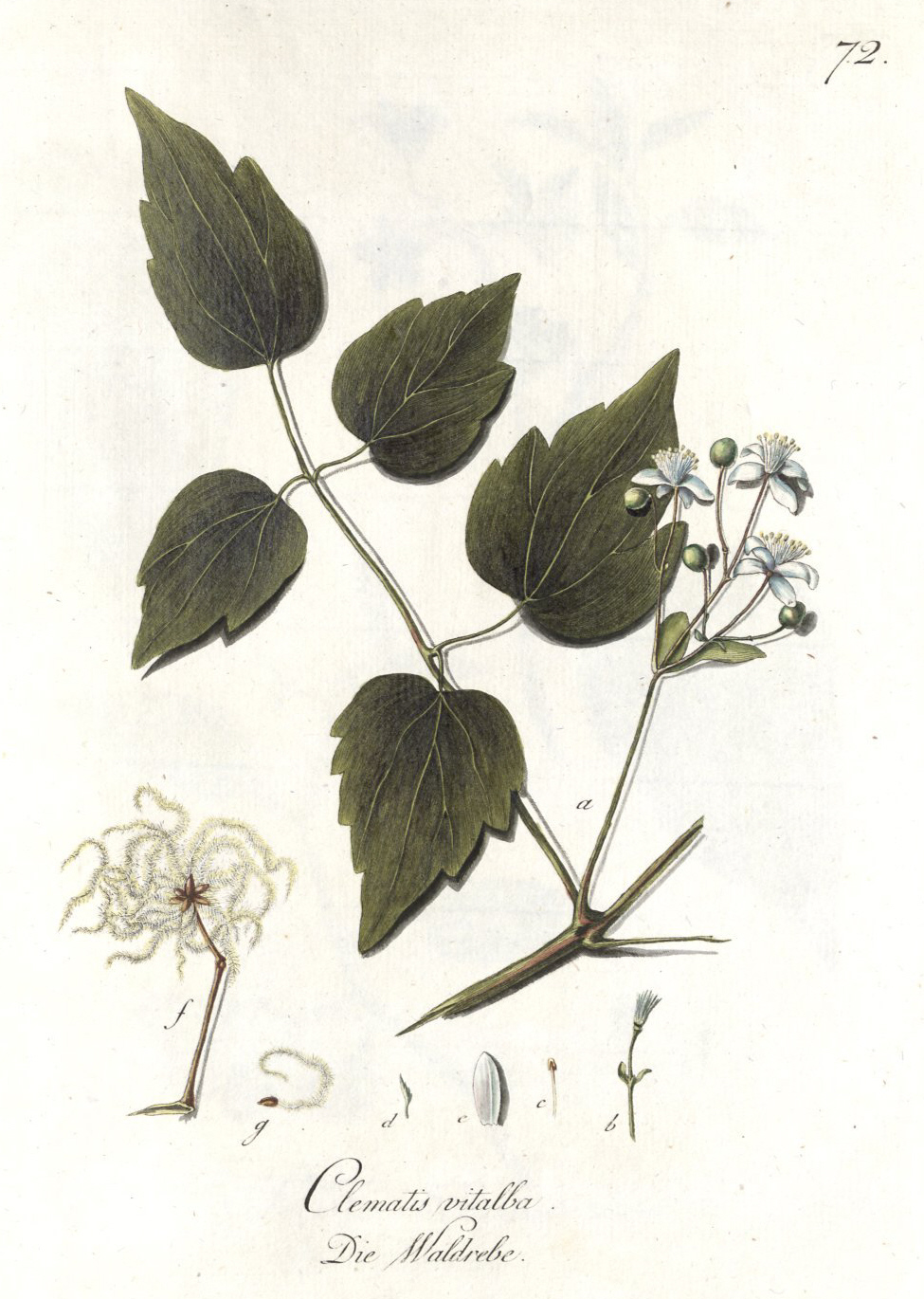
La fulla de la vidalba és composta, imparipinnada, i els folíols tenen el marge dentat

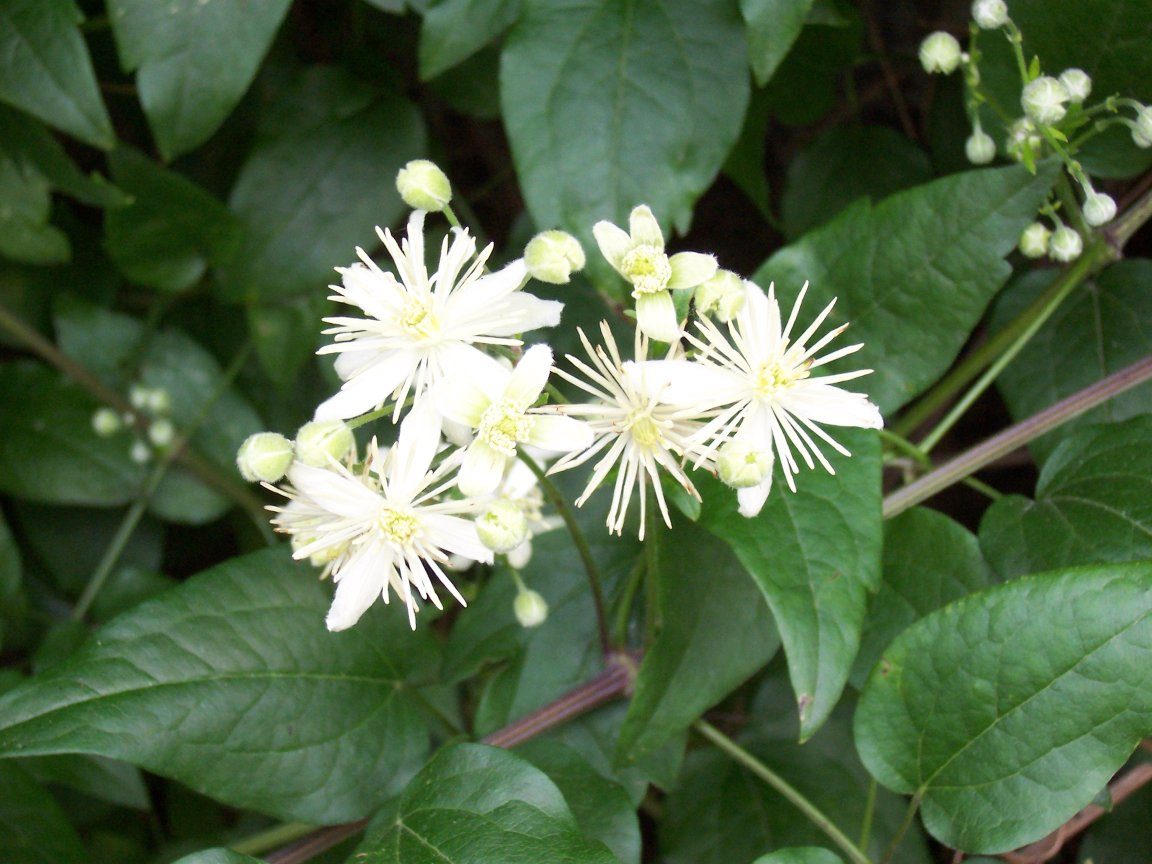
Flors de Clematis vitalba

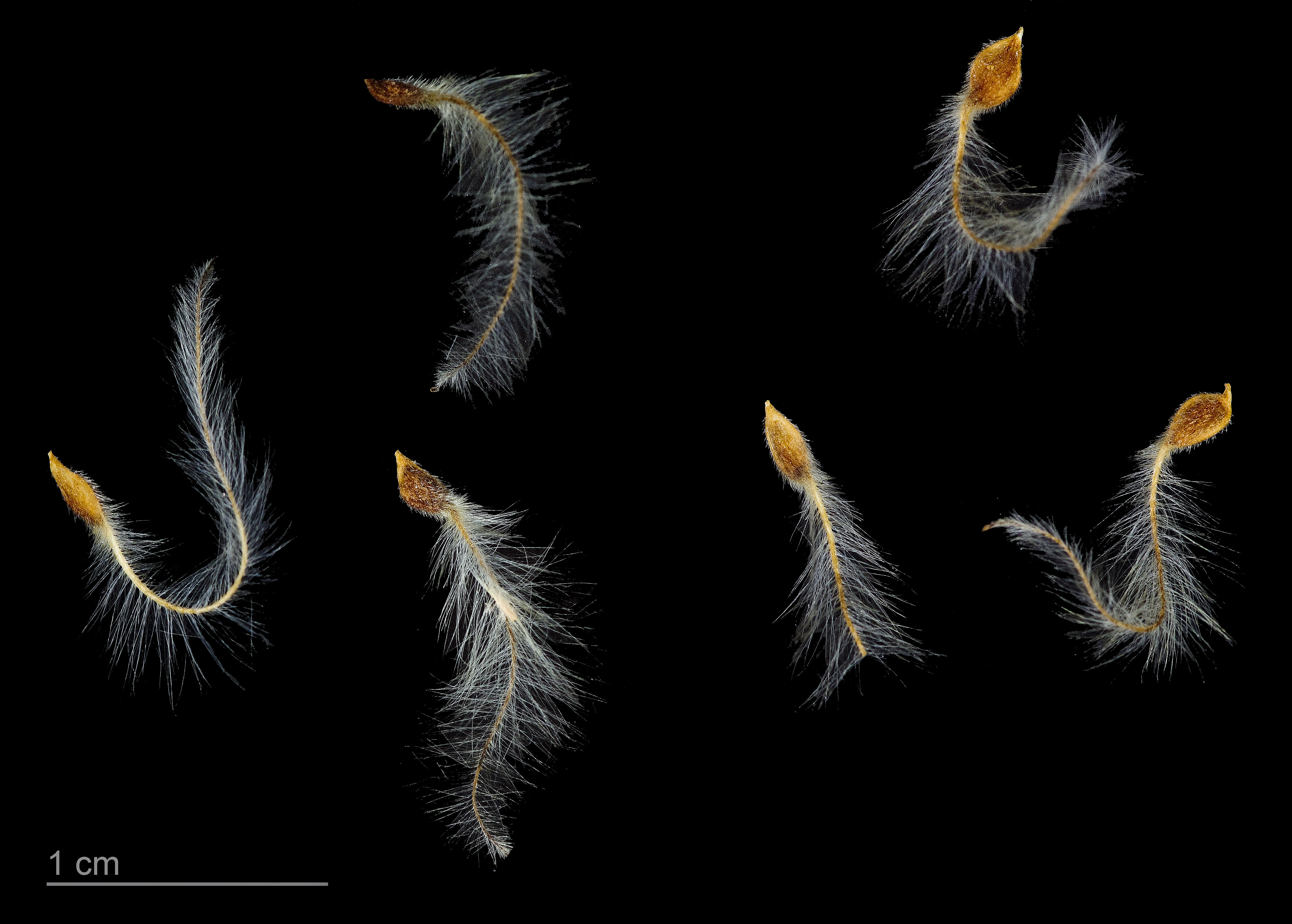
Clematis vitalba

La vidalba, vidauba, ridorta, gessamí de burro, herba de les llagues, manxiula, redorta fumadora i vediguera (Clematis vitalba) és una liana autòctona molt comuna als Països Catalans i que es pot trobar als boscos humits i termòfils d'alzinars i rouredes mediterrànies.

## Descripció
Les tiges poden arribar a fer 10 metres de llarg i 5 centímetres de diàmetre. Té les fulles compostes amb els folíols dentats, aspecte que la diferencia de la vidiella (Clematis flammula), que té les fulles bicompostes (o sigui, els folíols són al seu torn compostos per folíols més petit), i de marge enter. Aquests folíols serveixen per enganxar-se a les plantes que té al voltant, i d'aquesta manera s'enfila cap amunt, buscant la llum del Sol. En enfilar-se sobre els arbres pot ser un perill pels joves, perquè el seu pes els arriba a doblegar, i també els pot ofegar, per manca d'il·luminació. Floreix a l'estiu amb flors blanques, les quals a la tardor donaran uns fruits proveïts de llargs plomalls, recordant així a les aranyes, una estructura perquè aquests fruits siguin dispersats mitjançant el vent. És una planta que pot créixer ràpidament i de forma abundant.
Altres caràcters que permeten la diferenciació de la vidalba respecte a la vidiella són la mida i el tipus de fulla, essent la vidiella més petita i de fulles perennes, mentre que les fulles de la vidalba són caduques.

## Usos
Els usos tradicionals inclouen la fabricació de ruscs a base de trenar les tiges. Es va usar per part de captaires, ja que les fulles tenen un efecte urticant que produeix nafres.

## Taxonomia
Clematis vitalba va ser descrita per Linné i publicada a Species Plantarum 1: 544, l'any 1753.

### Citologia
Nombre cromosomàtic de Clematis vitalba (Fam. Ranunculaceae) i taxons infraespecífics: 2n=16

### Etimologia
- Clematis: nom genèric que prové del grec antic klɛmətis.[5] klématis vol dir "planta que s'enfila".
- vitalba: epítet llatí que significa "de color vi blanc".[6]

### Sinonímia
- Anemone vitalba (L.) K.Krause
- Clematis bannatica Schur
- Clematis bellojocensis Gand.
- Clematis crenata Jord.
- Clematis dumosa Salisb.
- Clematis dumosa Gand.
- Clematis odontophylla Gand.
- Clematis pilosa Dulac
- Clematis scandens Borkh.
- Clematis sepium Lam.
- Clematis taurica Besser ex Nyman
- Clematis transiens Gand.
- Clematis vitalba var. angustiloba Schur
- Clematis vitalba var. angustisecta Gremli
- Clematis vitalba var. bannatica Wierzb. ex Rchb.
- Clematis vitalba var. cordata Schur
- Clematis vitalba var. integra DC.
- Clematis vitalba var. simplicifolia Godet
- Clematis vitalba var. syriaca Boiss.
- Clematis vitalba var. timbali Drabble
- Clematitis vitalba (L.) Moench
- Viorna clematitis Garsault[7]